# ديفيد واتسون
ديفيد واتسون (18 نوفمبر 1919 في المملكة المتحدة - 3 أكتوبر 1943 في الولايات المتحدة) (بالإنجليزية: David Watson)‏ هو لاعب كريكت بريطاني (وحمل سابقاً جنسية المملكة المتحدة لبريطانيا العظمى وأيرلندا). لعب مع المقاطعات الوطنية للكريكيت الإنجليزي والويلزي ‏ ونادي الكريكت في جامعة أكسفورد ‏.

## وصلات خارجية
- ديفيد واتسون على موقع إي آس بي آن كريك إنفو (الإنجليزية)